# 2015年马来西亚青少年羽毛球锦标赛
2015年马来西亚青少年羽毛球锦标赛，為第4屆马来西亚青少年羽毛球锦标赛，是一項由世界羽联主辦予各國的青年羽毛球選手（19歲以下）參加的国际性羽毛球賽事。本屆賽事在马来西亚吉隆坡內的武吉加拉冠军体育館舉行。本届赛事吸引了各國青年好手共同参与，則於12月8日至12月13日舉行。

## 優勝者
| 項目             | 金牌                                              | 银牌                                            | 铜牌                                        |
| 男子單打（詳細） | 阿杜拉奇·南库                                     | 楊升宙                                          | 李梓嘉                                      |
| 男子單打（詳細） | 阿杜拉奇·南库                                     | 楊升宙                                          | 沙德斯達蘭                                  |
| 女子單打（詳細） | 沈有振                                            | 蒂娜·穆拉里塔兰                                 | 加伊達·努魯·加尼游                          |
| 女子單打（詳細） | 沈有振                                            | 蒂娜·穆拉里塔兰                                 | Park Ga Eun                                 |
| 男子雙打（詳細） | Yahya Adi Kumara 扬东尼·埃迪·萨帕特拉             | 謝定峰 苏伟译                                   | 吳世飛 Tan Jinn Hwa                         |
| 男子雙打（詳細） | Yahya Adi Kumara 扬东尼·埃迪·萨帕特拉             | 謝定峰 苏伟译                                   | 安迪卡·拉馬迪安斯亞 里诺夫·里瓦尔迪         |
| 女子雙打（詳細） | 塔尼亚·奥克塔维亚尼·库苏马 瓦尼亚·阿里安蒂·苏科措 | Cynthia Shara Ayunidha Rofahadah Supriadi Putri | 李幽琳 Park Ga Eun                          |
| 女子雙打（詳細） | 塔尼亚·奥克塔维亚尼·库苏马 瓦尼亚·阿里安蒂·苏科措 | Cynthia Shara Ayunidha Rofahadah Supriadi Putri | 米歇尔·克里斯廷·班达索 塞丽娜·卡尼          |
| 混合雙打（詳細） | 扬东尼·埃迪·萨帕特拉 米歇尔·克里斯廷·班达索       | 吳世飛 張美馨                                   | Yahya Adi Kumara Rahmadhani Hasiyanti Putri |
| 混合雙打（詳細） | 扬东尼·埃迪·萨帕特拉 米歇尔·克里斯廷·班达索       | 吳世飛 張美馨                                   | Ameer Amri Zainuddin 張清玉                 |